# La Marmaille
Pour plus de détails, voir Fiche technique et Distribution.
La Marmaille est un film français réalisé par Dominique Bernard-Deschamps, sorti en 1935.

## Synopsis
M. Bouton, un modeste menuisier du Faubourg-Saint-Antoine, veuf et père de Ninette, épouse Mme Colombe, mère de Pinpin, un petit garçon. Bientôt trompé et abandonné, il élève seul les deux enfants. 
Devenu adulte, Pinpin tombe amoureux de Ninette, mais celle-ci est amoureuse de Gérard Garnier, qu'elle épouse bientôt. Les enfants partis, Bouton se retrouve seul et rencontre un soir de noël Mme Marie, une mère qui élève seule ses deux enfants.

## Fiche technique
- Titre : La Marmaille
- Réalisation : Dominique Bernard-Deschamps
- Scénario : Alfred Machard, d'après son roman[1]
- Photographie : Christian Matras et Georges Million
- Décors : Léon Barsacq et Claude Bouxin
- Son : Roger Loisel
- Musique : Jean Tranchant et Édouard Flament
- Montage : Maurice Bonin
- Production : Général Productions
- Format :  Noir et blanc - 35 mm - Son mono
- Pays d'origine :  France
- Durée : 90 minutes
- Date de sortie : 27 décembre 1935

## Distribution
- Pierre Larquey : M. Bouton, père de Ninette
- Roland Gilles : Pinpin enfant
- Paul Azaïs : Pinpin adulte
- Florelle : Mme Colombe, mère de Pinpin
- Claude Barghon : Ninette enfant
- Hélène Perdrière : Ninette adulte
- Pierre Dux : Gérard Garnier, amoureux de Ninette
- Jane Marken : Mme Marie
- Germaine Reuver
- Odette Talazac
- Georges Tourreil
- Pierre Athon
- Pierre Piérade
- Marcelle Yrven